# جون باتلر (لاعب كرة قدم)
جون باتلر (بالإنجليزية: John Butler)‏ (10 مارس 1937 ببرمنغهام في المملكة المتحدة - 1 يناير 2010) هو لاعب كرة قدم بريطاني في مركزي قلب الدفاع والدفاع. لعب مع نوتس كاونتي ونادي تشستر سيتي.

## وصلات خارجية
- جون باتلر على موقع قاعدة بيانات كرة القدم.إي يو (الإنجليزية)